# Nótt
Na mitologia nórdica, Nótt é uma deusa Æsir, é a personificação da noite, é filha do gigante Narfi (também   Nörfi ou Nörr). Retratada como uma mulher madura, com trajes e pele escura. Percorria o céu durante a noite numa carruagem ou num cavalo negro conhecido como "Crina de Gelo". De acordo com a lenda sempre que o cavalo espumava pela boca ou sacudia sua crina formava o orvalho  e a geada. Foi esposa de Naglfari com quem teve um filho chamado Aud, logo com Annar teve uma filha chamada Jörð e finalmente se casou com Dellingr que era um dos deuses com quem teve um filho chamado Dag.
Sua origem e natureza são descritas por Snorri Sturluson no primeiro capítulo da Edda prosaica, em Gylfaginning.